# Ястребиные канюки
Ястребиные канюки (лат. Butastur) — род хищных птиц из семейства ястребиных (Accipitridae).

## Распространение
Обитают в Азии (Индокитай, Ява, Сулавеси, Маньчжурия, Корея, Япония, страны Юго-Восточной Азии) и Африке (в последней — в Сахели, Судане и Восточной Африке — встречается только один вид — Butastur rufipennis).
Ястребиный канюк встречается на территории России — в Приморье на запад до Малого Хингана, на север до устья реки Буреи.

## Биология
Питаются насекомыми, земноводными, рептилиями, мелкими птицами и млекопитающими.

## Классификация
Международный союз орнитологов включает в род 4 вида:
- Butastur indicus (J. F. Gmelin, 1788) — Ястребиный канюк
- Butastur liventer (Temminck, 1827) — Краснокрылый канюк
- Butastur rufipennis (Sundevall, 1850) — Саранчовый канюк
- Butastur teesa (Franklin, 1831) — Белоглазый канюк

## Охранный статус
МСОП присвоил всем подчинённым таксонам рода охранный статус «Виды, вызывающие наименьшие опасения» (LC).